# Jastrzębia (powiat gostyniński)
Jastrzębia (Jastrzębia Nowa) – wieś sołecka w Polsce położona w województwie mazowieckim, w powiecie gostynińskim, w gminie Gostynin.
W latach 1975–1998 miejscowość administracyjnie należała do województwa płockiego.